# John Wilbur
John Wilbur (17 juillet 1774 - 1er mai 1856) est un éminent ministre quaker américain et penseur religieux qui est à l'avant-garde d'une controverse qui conduit à "la deuxième scission" de la Société religieuse des amis aux États-Unis.

## Biographie
Wilbur est né de parents quakers à Hopkinton, Rhode Island. Wilbur est reconnu comme aîné en 1802 et comme ministre en 1812. Wilbur est le professeur de l'école locale des Quakers pendant de nombreuses années. En 1822, il est nommé à un important comité des Quakers de la Nouvelle-Angleterre pour enquêter sur le mouvement "nouvelle lumière" à Lynn, Massachusetts. Il devient connu comme un représentant du quakerisme traditionnel.
En 1831, Wilbur fait son premier voyage en Angleterre et y rencontre une poussée évangélique croissante parmi les Quakers, ce qui le rend mal à l'aise. Les quakers ont traversé un schisme quelques années plus tôt impliquant Elias Hicks. Au cours de ce voyage britannique, Wilbur écrit une série de lettres à George Crossfield ; ces lettres sont des déclarations bien reçues de la doctrine Quaker et sont régulièrement rééditées depuis cette époque.
Le corps principal des Quakers est appelé orthodoxe parce qu'ils sont restés orthodoxes en termes de christianisme. Mais maintenant, Wilbur croit que certains Quakers orthodoxes, en particulier ceux d'Angleterre, sont tellement alarmés par l'hétérodoxie perçue de Hicks qu'ils sont allés trop loin dans l'autre sens. Il voit que ce groupe abandonne la pratique traditionnelle des Quakers consistant à suivre les conseils intérieurs immédiats de Dieu en faveur de l'utilisation de leur propre raison pour interpréter et suivre la Bible. Ils mettent l'accent sur une froide acceptation intellectuelle de la Bible au lieu d'une expérience vitale et directe du Saint-Esprit dans son cœur. Wilbur cite les premiers Quakers, tels que Robert Barclay, William Penn et George Fox pour faire valoir que la vision traditionnelle des Quakers est que la lumière intérieure a priorité sur le texte de la Bible. En même temps, il convient que la Bible est inspirée par Dieu et est utile comme guide, tout comme les premiers Quakers.
Wilbur retourne aux États-Unis en 1833. Il s'implique dans une dispute avec Joseph John Gurney, un ministre quaker d'Angleterre qui prononce des discours à travers les États-Unis. Gurney est fortement impliqué dans la rédaction de l'épître de la London Yearly Meeting en 1836. Dans cette épître, les Quakers d'Angleterre expriment officiellement leur adoption des vues plus évangéliques que Wilbur a rencontrées et désapprouvées. Pendant le séjour de Gurney aux États-Unis, Wilbur fait des commentaires privés contre les opinions de Gurney à certains de ses associés lors de la réunion annuelle de la Nouvelle-Angleterre (qui comprend des quakers dans l'est de 80% de la Nouvelle-Angleterre) et des connaissances lors de la réunion annuelle de Philadelphie.
En 1838, certains membres de la réunion annuelle de la Nouvelle-Angleterre accusent Wilbur d'avoir fait des déclarations désobligeantes contre Gurney en violation du principe de gestion des conflits en passant par les canaux appropriés. Ils ordonnent à South Kingston Monthly Meeting (l'organisme local auquel il appartient) de le discipliner, mais les Quakers locaux soutiennent Wilbur. Ensuite, la réunion trimestrielle de Rhode Island (un groupe intermédiaire) dissous la réunion mensuelle de South Kingston et rattache ses membres à la réunion mensuelle de Greenwich. Cette dernière réunion désavoue Wilbur en 1843. Ce reniement est confirmé par sa réunion trimestrielle puis par la réunion annuelle également.
Wilbur continue dans le mouvement des Quakers avec le soutien de nombreux membres partageant les mêmes idées. En 1845, une division a lieu en Nouvelle-Angleterre sur le traitement inhabituel de Wilbur et de ses partisans. Le plus petit corps, comprenant environ cinq cents membres, est appelé les «Wilburites» pour leur soutien à John Wilbur. Le plus grand corps est appelé les "Gurneyites" pour leur soutien à Joseph J. Gurney. Au cours des années suivantes, d'autres réunions annuelles se divisent: New York en 1846 et Ohio, Indiana et Baltimore en 1854. Les Quakers Wilburites entrent plus tard en communion avec une branche appelée les Amis Conservateurs.
Wilbur fait un deuxième voyage en Angleterre en 1853–1854. Il meurt en 1856, la même année que deux autres Quakers Wilburites de premier plan, Thomas B. Gould et Job Otis.